# هيوز إكس إف-11
هيوز إكس إف-11 نموذج لطائرة استطلاع عسكرية، صممت بواسطة شركة هوارد هيوز لصالح قوات الولايات المتحدة الجوية في الجيش. وعلى الرغم من أمر بناء 100 طائرة منها في عام 1943، تم الانتهاء من اثنين فقط. وخلال أول رحلة هيوز إكس إف-11 في عام 1946 تحطمت في بيفرلي هيلز، كاليفورنيا. وقد تم إلغاء إنتاج الطائرة في مايو 1945، ولكن تم الانتهاء من النموذج الثاني بنجاح في عام 1947.

## مواصفات هيوز إكس إف-11
- | عدد الطاقم = 2
- | الطول بالمتر = 19.94
- | الطول بالقدم = 65
- | مساحة الجناح بالمتر مربع = 91.3
- | مساحة الجناح بالقدم مربع = 983

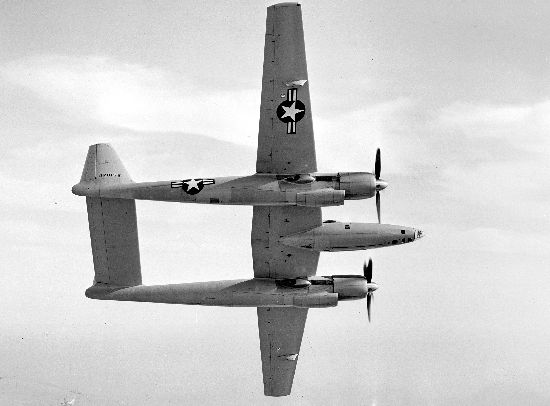
The second XF-11

- | الوزن الفارغة بالكليو غرم = 16800
- | الوزن الفارغة بالرطل = 37100
- | الوزن الإجمالي بالكيلو غرم = 26400
- | الوزن الإجمالي بالرطل = 58300
- | كيلو وات = 2240 <- - برات آند ويتني 3000!>
- | السرعة قصوى بالكيلومتر = 720 كم في الساعة
- | السرعة قصوى بالميل = 450 ميلا في الساعة

## روابط خارجية
- Check-Six.com - The Crash of the XF-11 - Numerous details and photos of the crash
- UNLV Library Archive - Hughes' account of the crash

1. ↑  Parker, Dana T. Building Victory: Aircraft Manufacturing in the Los Angeles Area in World War II, pp. 49-51, Cypress, CA, 2013. ISBN 978-0-9897906-0-4.